# لحام القصدير البرونزي
اللحام بالقصدير هو العملية التي تربط فيها العناصر المعدنية ببعضها وذلك عن طريق ذوبان وجريان معدن الملء داخل الوصلة، ولمعدن الملء أو الحشو نقطة انصهارمنخفضة نسبياً. يتصف اللحام بالقصدير اللين بنقطة انصهار لمعدن الحشو أقل من 400 درجة مئوية (752 درجة فهرنهايت). معدن الحشو المستخدم في عملية اللحام يسمى قصدير اللحام.
يتميز اللحام بالقصدير عن التنحيس، باستخدام معدن حشو ذي درجة انصهار أقل، ويتميز عن اللحام بأن المعدن الأساسي الملحوم لا يذوب أثناء عملية اللحام. في عملية اللحام بالقصدير، تطبق الحرارة على الأجزاء المكونة للوصلة مسببة ذوبان معدن الحشو بحيث يسيل مالئا الوصلة نتيجة التأثير الشعري {{{(capillary action}}}) وبحيث يصل المواد المكونة للوصلة بتأثير التبلل. وبعدما يبرد المعدن لا تكون الوصلة الناتجة قوية بقوة المعدن الأصلي، ولكن يكون لها القوة والتوصيلية الكهربائية الكافيتين لاستخدامها في التطبيقات المختلفة.
تتألف أساسا من القصدير بنسبة 65 في الميه، والرصاص بنسبة 35 في الميه، وتستخدم على نطاق واسع في لحام الصاج متل (خزانات المياه المعدنية)،والنحاس متل (أسلاك الكهرباء) لحام الأنابيب المعدنية.